# Dame in Schwarz vor einer Vitrine
Die Dame in Schwarz ist ein 1922 entstandenes Gemälde des Malers Ernst Oppler. Es befindet sich in der Sammlung der Nationalgalerie in Berlin.

## Hintergrund
Die Dame in Schwarz reiht sich ein in zahlreiche Porträts, die Oppler in seiner Berliner Zeit anfertigte. Das Gemälde entstand in seiner Wohnung in der Kurfürstenstraße vor einer Vitrine mit chinesischem Porzellan aus seiner Sammlung. 
Das Bildarchiv Foto Marburg beschreibt es wie folgt: Auffallend ist die genaue Beobachtungsgabe und treffende Erfassung von Charakterzügen der Dame, die sehr kühl und selbstbewußt wirkt, im Kontrast zu den flimmernden Lichtreflexen im Chinaporzellan und dem Glas der Vitrine. Der dunkle Grundton des Bildes läßt den Einfluß Whistlers spüren.
Über ein nicht näher beschriebenes Porträt schrieb ein Kritiker in Westermanns Monatshefte: Das lag nicht nur an mir, sondern nicht minder an der künstlerischen Wesensart Ernst Opplers, des Malers der großen Salons und der eleganten Damen von Welt, Dies Ölgemälde von Oppler hängt in  Wesendonkschen Musikzimmer, ich könnte es mir nirgends sonst hindenken. In meinem stets etwas unordentlichen Arbeitszimmer würde die vornehme Dame aus dem Bilde die Nase rümpfen.

## Das Gemälde
1923 wurde das Gemälde auf der Ausstellung der Berliner Secession gezeigt. In Die Woche erschien dazu eine Rezension.
In der Zeit des Nationalsozialismus wurde das Gemälde im Bereich der Augen beschädigt (eventuell durch Schüsse), dies wurde durch eine spätere Restaurierung behoben.
Das Gemälde befand sich nach 1945 im Besitz des Ministeriums der Finanzen der DDR und wurde 1961 an die Nationalgalerie gestiftet. Es war zu jenem Zeitpunkt das zweite Gemälde Opplers in der Nationalgalerie (Ost). Vor dem Krieg hatte die alte Nationalgalerie jedoch weitere Werke von Oppler besessen. 1991 wurde es mit der Inventarnummer A III 497 Bestandteil der Sammlung der wiedervereinigten Nationalgalerie. 
Zuletzt war es Bestandteil der Wanderausstellung Berliner Impressionismus – Werke der Berliner Secession aus der Nationalgalerie.
2016 wurde das Gemälde auf dem Cover des Romans Ilona Lost von Jim Pinnells abgebildet.